# Nacktnasen-Kleintenrek
Der Nacktnasen-Kleintenrek (Microgale gymnorhyncha), teilweise auch Nacktnasen-Kleintanrek, ist eine Säugetierart aus der Gattung der Kleintenreks innerhalb der Familie der Tenreks. Er lebt in einem weiten Bereich des östlichen Madagaskars, wo er Wälder der mittleren und höheren Gebirgslagen bevorzugt. Im Verhältnis zu anderen Kleintenreks stellt er einen mittelgroßen Vertreter dar, wie seine Verwandten zeichnet sich der Nacktnasen-Kleintenrek durch einen spindelförmigen Körper, kurze, kräftige Beine und einen langen, spitzen Kopf aus. Bemerkenswert sind des Weiteren unter anderem der nackte Nasenspiegel, der kurze Schwanz und die breiten Vorderfüße. Eventuell sind die Tiere aufgrund dieser Merkmale an eine stärker unterirdische Lebensweise angepasst, über ihr genaues Verhalten liegen aber nur sehr wenige Informationen vor. Die Erstbeschreibung der Art erfolgte im Jahr 1996, der Bestand gilt derzeit als nicht gefährdet.

## Merkmale

### Habitus
Der Nacktnasen-Kleintenrek ist ein mittelgroßer Vertreter der Kleintenreks. Untersuchungen von vier Individuen aus dem Andringitra-Gebirge ergaben eine Gesamtlänge von 15,3 bis 15,5 cm. Von dieser entfallen 9,4 bis 9,5 cm auf die Kopf-Rumpf-Länge und 5,9 bis 6,1 cm auf den Schwanz. Zwei Individuen vom Anjanaharibe-Massiv wiesen Kopf-Rumpf-Längen von 10,0 und 10,1 cm und Schwanzlängen von 6,3 beziehungsweise 7,1 cm auf. Bei drei Individuen vom Marojejy-Massiv lagen die entsprechenden Werte bei 8,4 bis 9,6 cm und bei jeweils 7,5 cm. Das Körpergewicht betrug 15,5 bis 19,0 g, 17,5 bis 20,0 g und 19,5 bis 26,0 g. Die Tiere zeichnen sich allgemein wie alle Kleintenreks durch einen spindelförmigen Körper mit kurzen, kräftigen Gliedmaßen und einen langschmalen, nach vorn spitz zulaufenden Kopf aus. Der Schwanz ist markant kürzer als der restliche Körper. Das Fell besitzt eine weiche, glänzende Textur. Am Rücken dominieren graubraune, am Bauch graue Farbtöne. Die Rückenhaare sind dreifarbig gestaltet mit hellgrauen Basen, hell gelblichgrauen Schäften und kräftig braunen Spitzen. Bei den Haaren der Unterseite heben sich die Schäfte nicht durch eine gesonderte Farbgebung hervor. Leithaare haben zumeist eine dunkelbraune bis schwarze Tönung. Die Schnauze ist langgestreckt und besitzt eine rüsselartig verlängerte Nase, die deutlich die Maulpartie überragt. Der Nasenspiegel zeigt sich auffallend groß, er ist seitlich geriffelt und nackt. Nach hinten reicht er etwa 6 bis 7 mm zurück. Die Augen und Ohren sind klein, letztere werden nur 11 bis 18 mm lang und bleiben teilweise im Fell verborgen. Nach vorn geklappt liegt das vordere Ende deutlich hinter den Augen. Der Schwanz ist oberseits etwas dunkler gefärbt als unterseits. Die Hände und Füße haben dagegen eine helle Farbgebung. Sie besitzen jeweils fünf Strahlen. Vor allem der Vorderfuß ist sehr breit und mit kräftigen, verlängerten Krallen versehen. Die Hinterfußlänge beträgt 14 bis 15 mm. Weibchen haben ein Paar an Zitzen variabel in der Brust- und/oder Bauchgegend und zwei Paare im Lendenbereich.

### Schädel- und Gebissmerkmale
Der Schädel ist lang gestreckt, relativ grazil und birnenförmig im Umriss. Seine größte Länge variiert von 24,6 bis 28,7 mm, die größte Breite am Hirnschädel beträgt 10,1 bis 11,3 mm. Das Rostrum ist lang und schmal, endet vorn aber nicht spitz, sondern eher stumpf, der gesamte hintere Schädelbereich wirkt dagegen kurz. Das Nasenbein erstreckt sich nach hinten bis in die Augenregion, vorn kontaktiert es den Mittelkieferknochen auf Höhe des Eckzahns und des vorderen Prämolaren. Dagegen sind das Stirn- und Scheitelbein vergleichsweise kurz, das Hinterhauptsbein ist hoch. Der Unterkiefer verläuft leicht geschwungen und hat eine gestreckte Form, das Foramen mentale liegt unterhalb des vorletzten Prämolaren. Das Gebiss ist wie bei allen Kleintenreks leicht reduziert und umfasst insgesamt 40 Zähne mit folgender Zahnformel: {\displaystyle {\frac {3.1.3.3}{3.1.3.3}}}. Die vorderen Zähne stehen nicht in einer geschlossenen Reihe, sondern werden durch längere Diastemata voneinander getrennt. Diese liegen im oberen Gebiss zwischen dem ersten Schneidezahn und dem zweiten Prämolaren, im unteren Gebiss beginnen die Zahnlücken vom zweiten Schneidezahn an. Die Größe der oberen Schneidezähne nimmt von vorn nach hinten ab, der Eckzahn erreicht wiederum die Größe des vorderen Incisivus. Letzterer steht oben und unten leicht nach vorn geneigt (proodont). Alle vorderen Zähne weisen zusätzliche Höckerchen auf der Zahnkrone auf. Der vordere Prämolar (P2) der oberen und unteren Zahnreihe ist tricuspid gestaltet, also mit drei Höckerchen auf der Kaufläche versehen. Zudem ragt er über den Eckzahn hinaus. Die Molaren sind charakteristisch zalambdodont mit drei Haupthöckerchen auf der Kauoberfläche. Sie ähneln prinzipiell den Mahlzähnen der anderen Kleintenreks. Der hinterste obere Backenzahn ist in seiner Größe reduziert. Die Länge der oberen Zahnreihe beträgt 13,5 bis 15,0 mm.

## Verbreitung

Verbreitungsgebiet des Nacktnasen-Kleintenreks

Der Nacktnasen-Kleintenrek ist endemisch in Madagaskar verbreitet. Die Tiere bewohnen die Hartlaub- und tropischen Regenwälder der mittleren und höheren Gebirgslagen im östlichen Inselteil. Ihr Vorkommen erstreckt sich in einem mehr oder weniger breiten Streifen vom Norden bis zum Süden der Insel. Die Höhenverbreitung reicht von 970 bis 1990 m, in den Gebirgsregionen bewohnt der Nacktnasen-Kleintenrek bevorzugt Talgründe, seltener Berghänge. In tiefer gelegenen Landschaften ist er nicht nachgewiesen. Bedeutende Lokalitäten befinden sich am Tsaratanana-Massiv in der Provinz Mahajanga, am Anjanaharibe-Massiv und am Marojejy-Massiv in der Provinz Antsiranana, im Waldgebiet von Ambatovy-Analamay-Torotorofotsy in der Provinz Toamasina, im Waldkorridor von Anjozorobe-Angavo im Grenzgebiet der Provinzen Toamasina und Antananarivo, in den Waldgebieten von Ankazomivady beziehungsweise Ranomafana und im Andringitra-Gebirge in der Provinz Fianarantsoa sowie im Anosyenne-Gebirge in der Provinz Toliara. Etwas abgetrennt vom Hauptvorkommen ist die Art auch im Waldgebiet von Ambohitantely nördlich und im Waldgebiet von Tsinjoarivo südlich von Antananarivo in der gleichnamigen Provinz belegt. In weiten Teilen des Verbreitungsgebietes kommt der Nacktnasen-Kleintenrek sympatrisch mit anderen Vertretern der Gattung vor, etwa dem Cowan-Kleintenrek (Microgale cowani), dem Kleinen Langschwanz-Kleintenrek (Microgale longicaudata), dem Spitzmaus-Kleintenrek (Microgale soricoides) oder dem Zwergkleintenrek (Microgale parvula). Die Art ist relativ schwer zu beobachten, Daten zur Häufigkeit und Größe der Population liegen daher nicht vor.

## Lebensweise
Die Lebensweise des Nacktnasen-Kleintenrek ist nahezu unerforscht. Morphologisch ähnelt er stark dem Grazilen Kleintenrek (Microgale gracilis). Wie dieser lebt die Art möglicherweise teils unterirdisch. Dafür sprechen unter anderem die verbreiterten Vorderfüße mit den verlängerten Krallen, die kleinen Augen und die unter dem Fell verborgenen Ohren sowie die lange Schnauze mit dem großen Nasenspiegel. Ein Individuum im Anjanaharibe-Massiv wurde direkt am Eingang zu einem Hohlraum zwischen Baumwurzeln gefangen. Das Gebiss mit den zahlreichen Zahnlücken lässt eine spezialisierte insektenfressende Ernährungsweise annehmen, was auch durch Isotopenuntersuchungen an Tieren aus dem Waldgebiet von Tsinjoarivo bestätigt wurde. Einzelne untersuchte Darmreste ergaben den Verzehr unbestimmbarer Gliederfüßer. Ein im November 1994 gefangenes trächtiges Weibchen trug drei Embryonen aus, zwei im rechten und eins im linken Eileiter, von je 5 mm Länge. Milchgebende Weibchen ließen sich bisher im Dezember beobachten. Als äußere Parasiten wurden Flöhe der Gattung Paractenopsyllus und Zecken der Gattung Ixodes nachgewiesen, zudem ist der Einzeller Eimeria als innerer Parasit belegt.

## Systematik
Der Nacktnasen-Kleintenrek ist eine Art aus der Gattung der Kleintenreks (Microgale) innerhalb der Familie der Tenreks (Tenrecidae). Zusammen mit den Reiswühlern (Oryzorictes) und den Vertretern der Gattung Nesogale formen die Kleintenreks die Unterfamilie der Reistenreks (Oryzorictinae). Sie stellen zudem mit mehr als 20 Arten das formenreichste Mitglied der Tenreks dar. Einigen morphologischen Merkmalen zufolge werden sie auch als eher ursprünglich innerhalb der Familie angesehen. Nach molekulargenetischen Analysen entstand die Gattung bereits im Unteren Miozän vor etwa 16,8 Millionen Jahren, daraufhin diversifizierte sie sich sehr stark. Die heutigen Vertreter sind an verschiedene Lebensweisen angepasst, so kommen teils unterirdisch grabende, oberirdisch lebende beziehungsweise baumkletternde und wasserbewohnende Formen vor. Der Großteil der Kleintenreks besiedelt die feuchten Wälder des östlichen Madagaskars, einige wenige Arten kommen auch in den trockeneren Landschaften des westlichen Inselteils vor. Innerhalb der Gattung lassen sich sowohl morphologisch als auch genetisch verschiedene Verwandtschaftsgruppen nachweisen. Äußerlich ähnelt der Nacktnasen-Kleintenrek stark dem Grazilen Kleintenrek (Microgale gracilis), aus genetischer Sicht ist allerdings der Dryad-Kleintenrek (Microgale dryas) sein nächster Verwandter.
Unterarten des Nacktnasen-Kleintenreks werden nicht unterschieden, aufgrund der weiten Verbreitung sind aber bestimmte Merkmalsvariationen zwischen den einzelnen Populationen bemerkbar. So scheinen Tiere vom Anjanaharibe-Massiv im Norden des Verbreitungsgebietes durchschnittlich größer zu sein als jene vom Andringitra-Gebirge im Süden.
Die wissenschaftliche Erstbeschreibung der Art stammt von Paulina D. Jenkins, Steven M. Goodman und Christopher J. Raxworthy aus dem Jahr 1996. Sie untersuchten dabei mehr als ein halbes Dutzend Individuen aus dem Andringitra-Gebirge im Südwesten von Madagaskar und von Fanovana im zentralen Hochland. Der Holotyp, ein ausgewachsenes Weibchen, wurde Mitte Dezember 1993 von Goodman während einer Forschungsexpedition nahe dem Fluss Volotsangana rund 38 km südlich von Ambalavao im Andringitra-Gebirge in 1625 m Höhe über dem Meeresspiegel gesammelt. Das Gebiet gilt als Typusregion des Nacktnasen-Kleintenreks. Der Artname gymnorhyncha leitet sich von den griechischen Worten γυμνός (gymnos) für „nackt“ und ρύγχος (rhynchos) für „Rüssel“ oder „Schnauze“ her. Er bezieht sich also auf den auffallend großen und nackten Nasenspiegel.

## Bedrohung und Schutz
Für den Bestand des Nacktnasen-Kleintenreks liegen nur wenige Bedrohungen vor. Vor allem in den mittleren Gebirgslagen können lokal Weidewirtschaft, Holzeinschlag verbunden mit Waldzerstörung und Brände die einzelnen Populationen beeinflussen. Aufgrund der weiten Verbreitung und der angenommenen großen Gesamtpopulation listet die IUCN die Art als „nicht bedroht“ (least concern). Sie ist in zahlreichen Naturschutzgebieten vertreten, so etwa im Nationalpark Andringitra, im Nationalpark Ranomafana, im Nationalpark Andohahela und im Nationalpark Marojejy. Zur Erhaltung des Nacktnasen-Kleintenreks bedarf es intensiver Studien zu seiner allgemeinen Biologie und Ökologie sowie zu seiner Häufigkeit.